# نوباء كتانية
نوباء كتانية (الاسم العلمي: Alternaria lini) هو نوع من الفطريات يتبع جنس النوباء من الفصيلة البوغيانية.